# Кубо Тацухіко
Тацухіко Кубо (яп. 久保 竜彦, нар. 18 червня 1976, Фукуока) — японський футболіст, що грав на позиції нападника. Футболіст року в Японії (2003).
Виступав, зокрема, за клуби «Санфрече Хіросіма» та «Йокогама Ф. Марінос», а також національну збірну Японії, у складі якої став чемпіоном Азії.

## Клубна кар'єра
У дорослому футболі дебютував 1995 року виступами за команду «Санфречче Хіросіма», в якій провів вісім сезонів, взявши участь у 183 матчах чемпіонату. Більшість часу, проведеного у складі «Санфречче Хіросіма», був основним гравцем атакувальної ланки команди і одним з головних бомбардирів команди, маючи середню результативність на рівні 0,37 голу за гру першості.
Своєю грою за цю команду привернув увагу представників тренерського штабу клубу «Йокогама Ф. Марінос», до складу якого приєднався на початку 2003 року. Відіграв за команду з Йокогами наступні чотири сезони своєї ігрової кар'єри. Граючи у складі «Йокогама Ф. Марінос» також здебільшого виходив на поле в основному складі команди і двічі виграв з командою Джей-лігу, а 2003 року був включений до символічної збірної турніру та названий гравцем року в Японії.
У сезоні 2007 року грав за «Йокогаму», після чого повернувся в «Санфречче Хіросіма», з яким в першому ж сезоі виграв другий дивізіон і повернувся в еліту, де провів ще один сезон, але вийшов на поле лише у двох матчах чемпіонату.
Завершив професійну ігрову кар'єру у нижчоліговому клубі «Цвайген Канадзава», за команду якого виступав протягом 2010—2011 років.

## Виступи за збірну
1998 року дебютував в офіційних матчах у складі національної збірної Японії. 
У складі збірної був учасником кубка Азії з футболу 2000 року у Лівані, здобувши того року титул переможця турніру, а також розіграшу Кубка конфедерацій 2001 року в Японії і Південній Кореї, де разом з командою здобув «срібло».
Протягом кар'єри у національній команді, яка тривала 9 років, провів у формі головної команди країни 32 матчі, забивши 11 голів.

## Статистика

### Клубна
| Чемпіонат | Чемпіонат             | Чемпіонат      | Ліга | Ліга | Кубок            | Кубок            | Кубок ліги      | Кубок ліги      | Континент. змаг. | Континент. змаг. | Всього | Всього |
| Сезон     | Клуб                  | Ліга           | Ігри | Голи | Ігри             | Голи             | Ігри            | Голи            | Ігри             | Голи             | Ігри   | Голи   |
| Японія    | Японія                | Японія         | Ліга | Ліга | Кубок Імператора | Кубок Імператора | Кубок Джей-ліги | Кубок Джей-ліги | Азія             | Азія             | Всього | Всього |
| --------- | --------------------- | -------------- | ---- | ---- | ---------------- | ---------------- | --------------- | --------------- | ---------------- | ---------------- | ------ | ------ |
| 1995      | «Санфречче Хіросіма»  | Джей-ліга      | 0    | 0    | 0                | 0                | -               | -               | -                | -                | 0      | 0      |
| 1996      | «Санфречче Хіросіма»  | Джей-ліга      | 22   | 2    | 3                | 0                | 10              | 4               | -                | -                | 35     | 6      |
| 1997      | «Санфречче Хіросіма»  | Джей-ліга      | 22   | 7    | 2                | 0                | 5               | 1               | -                | -                | 29     | 8      |
| 1998      | «Санфречче Хіросіма»  | Джей-ліга      | 32   | 12   | 3                | 2                | 3               | 0               | -                | -                | 38     | 14     |
| 1999      | «Санфречче Хіросіма»  | Джей-ліга      | 25   | 13   | 0                | 0                | 4               | 1               | -                | -                | 29     | 14     |
| 2000      | «Санфречче Хіросіма»  | Джей-ліга      | 24   | 11   | 2                | 1                | 3               | 0               | -                | -                | 29     | 12     |
| 2001      | «Санфречче Хіросіма»  | Джей-ліга      | 30   | 15   | 2                | 0                | 6               | 4               | -                | -                | 38     | 19     |
| 2002      | «Санфречче Хіросіма»  | Джей-ліга      | 28   | 7    | 4                | 2                | 0               | 0               | -                | -                | 32     | 9      |
| 2003      | «Йокогама Ф. Марінос» | Джей-ліга      | 25   | 16   | 2                | 1                | 4               | 0               | -                | -                | 31     | 17     |
| 2004      | «Йокогама Ф. Марінос» | Джей-ліга      | 19   | 4    | 0                | 0                | 0               | 0               | 4                | 2                | 23     | 6      |
| 2005      | «Йокогама Ф. Марінос» | Джей-ліга      | 10   | 1    | 2                | 4                | 1               | 0               | 2                | 0                | 15     | 5      |
| 2006      | «Йокогама Ф. Марінос» | Джей-ліга      | 29   | 5    | 2                | 1                | 4               | 3               | -                | -                | 35     | 9      |
| 2007      | «Йокогама»            | Джей-ліга      | 8    | 1    | 0                | 0                | 1               | 0               | -                | -                | 9      | 1      |
| 2008      | «Санфречче Хіросіма»  | Джей-ліга 2    | 25   | 3    | 2                | 1                | -               | -               | -                | -                | 27     | 4      |
| 2009      | «Санфречче Хіросіма»  | Джей-ліга      | 2    | 0    | 0                | 0                | 0               | 0               | -                | -                | 2      | 0      |
| 2010      | «Цвайген Канадзава»   | Футбольна ліга | 27   | 9    | 2                | 0                | -               | -               | -                | -                | 29     | 9      |
| 2011      | «Цвайген Канадзава»   | Футбольна ліга | 23   | 6    | 2                | 0                | -               | -               | -                | -                | 25     | 6      |
| Всього    | Всього                | Всього         | 351  | 112  | 41               | 13               | 28              | 12              | -                | -                | 420    | 137    |

### Збірна
| Збірна Японії | Збірна Японії | Збірна Японії |
| Роки          | Ігри          | Голи          |
| ------------- | ------------- | ------------- |
| 1998          | 1             | 0             |
| 1999          | 1             | 0             |
| 2000          | 5             | 0             |
| 2001          | 2             | 0             |
| 2002          | 5             | 0             |
| 2003          | 3             | 2             |
| 2004          | 9             | 6             |
| 2005          | 0             | 0             |
| 2006          | 6             | 3             |
| Всього        | 32            | 11            |

## Титули і досягнення

### Командні
- Чемпіон Японії (2):

«Йокогама Ф. Марінос»: 2003, 2004
- Володар Суперкубка Японії (1):

«Санфречче Хіросіма»: 2008
- Чемпіон Азії (1):

Японія: 2000

### Особисті
- Футболіст року в Японії: 2003
- У символічній збірній Джей-ліги: 2003